# Luusalmi
Luusalmi  (en carélien : Luušalmi, en finnois : Luusalmi, en russe : Лууса́лми) est une municipalité du raïon de Kalevala en république de Carélie.

## Géographie
Luusalmi est situé sur la rive ouest du détroit reliant les lacs Keski-Kuittijärvi et Ala-Kuittijärvi, à 23 kilomètres en longeant le Keski-Kuittijärvi ou à 75 km par la route au sud-est d'Uhtua.
La municipalité de Luusalmi a une superficie de 5 507 km2.
Luusalmi est bordé  par les municipalités du raïon de Louhi, Kiestinki au nord, Ambarnyi au nord-est, ainsi que du raïon de Kalevala Jyskyjärvi et Uhtua à l'est, Borovoi au sud, Kostamus au sud et la Finlande à l’ouest. 
La majeure partie de son territoire est forestière.
Le village est desservi par l'autoroute 86K-38 (Borovoy-Luusalmi).

## Démographie
Recensements (*) ou estimations de la population
| 1989 | 2002 | 2010 | 2013 |
| ---- | ---- | ---- | ---- |
| 708  | 480  | 359  | 333  |